# Yuanzheng
Yuanzheng (chinesisch 遠征系列 / 远征系列, Pinyin Yuǎnzhēng Xìliè, deutsch: Fernmarsch) ist eine von der Chinesischen Akademie für Trägerraketentechnologie für den Gebrauch mit Trägerraketen vom Typ „Langer Marsch“ (长征, Pinyin Chángzhēng) entwickelte und gebaute Familie von Kickstufen, sogenannte „Apogäumsmotoren“, die es ermöglichen, Raumflugkörper aus einem Transferorbit in eine mittlere oder geostationäre Umlaufbahn zu befördern. Der Name wurde von Long Lehao (龙乐豪, * 1938), dem einstigen Chefkonstrukteur der Changzheng 3A vorgeschlagen. Die Trägerrakete führt einen langen Marsch aus der Atmosphäre hinaus durch, die Kickstufe trägt die Nutzlast dann noch höher und weiter.

## Hintergrund
Da die zweite bzw. dritte Stufe der Trägerraketen Langer Marsch 2 und Langer Marsch 3 nur einmal gezündet werden kann, ist sie nicht dazu in der Lage, einen langgezogenen Transferorbit in eine kreisförmige geosynchrone oder geostationäre Umlaufbahn zu verwandeln. Daher begann die Chinesische Akademie für Trägerraketentechnologie 2009 unter der Leitung von Chen Yi (陈益), dem stellvertretenden Leiter des Labors 13 der Hauptentwicklungsabteilung,
mit der Entwicklung einer zusätzlichen Oberstufe, die in der ursprünglichen Version ein, in der Variante Yuanzheng 2 zwei „Flüssigkeitsraketentriebwerke 50D“ (液体火箭发动机, Pinyin Yètǐ Huǒjiàn Fādòngjī, daher kurz „YF-50D“) verwendet, die mit einer hypergolen, also selbstzündenden Treibstoffmischung aus Distickstofftetroxid und 1,1-Dimethylhydrazin einen Vakuumschub von 6,5 kN erzeugen. Ein derartiges Triebwerk liefert einen spezifischen Impuls von 315,5 s, im Falle der Yuanzheng 2 sind es 321,2 s. Erstmals der Öffentlichkeit vorgestellt wurde die Kickstufen-Familie von Ma Zhibin (马志滨) und seinen Kollegen 2013 in der Fachzeitschrift Missiles and Space Vehicles, damals nur aus der Yuanzheng 1 für die Changzheng 3A und der Yuanzheng 2 für die in Entwicklung befindliche Changzheng 5 bestehend.
Ihren ersten Einsatz hatte die Kickstufe am 30. März 2015, als eine Yuanzheng 1 den experimentellen Navigationssatelliten Beidou-3 IGSO 1-S (北斗三号试验卫星 I1-S) in einen um 55° geneigten geosynchronen Orbit beförderte.
Ein Sonderfall ist die Yuanzheng 3, die nicht von CAST, sondern von der Shanghaier Akademie für Raumfahrttechnologie (SAST) entwickelt wurde. Sie arbeitet nach demselben Prinzip, ist etwa gleich groß wie die Yuanzheng 1, ihr Triebwerk hat aber etwas weniger Schubkraft. Dafür kann die Yuanzheng 3 mit bis zu 10 Satelliten wesentlich mehr Nutzlasten in eine Umlaufbahn befördern als die Modelle der Chinesischen Akademie für Trägerraketentechnologie.

## Varianten
Derzeit gibt es fünf Varianten der Kickstufe:

### Yuanzheng 1
Die Yuanzheng 1 (chinesisch 遠征一號 / 远征一号, Pinyin Yuǎnzhēng Yī Hào, kurz YZ-1) wurde für Trägerraketen vom Typ Changzheng 2C und Changzheng 3A entwickelt. Sie hat einen Durchmesser von 2,8 m, ist für eine Lebensdauer von 6,5 Stunden ausgelegt, kann zweimal gezündet werden und einen oder zwei Satelliten in eine mittlere Erdumlaufbahn (2000–36.000 km) oder eine geostationäre Umlaufbahn (35.786 km) befördern.
Die Yuanzheng 1 hatte ihren ersten Einsatz am 30. März 2015 und ihren vorerst letzten Einsatz am 16. Dezember 2019, bislang immer mit Varianten der Changzheng 3 und immer mit Beidou-Navigationssatelliten (meistens zwei pro Start):
| Nr. | Zeitpunkt (UTC)     | Raketentyp | Seriennummer | Startplatz | Nutzlast                    | Art der Nutzlast      | Anmerkung |
| --- | ------------------- | ---------- | ------------ | ---------- | --------------------------- | --------------------- | --------- |
| 1   | 30. März 2015 13:52 | CZ-3C      | Y1           | Xichang    | Beidou-3 IGSO 1-S           | Experimentalsatellit  | Erfolg    |
| 2   | 25. Juli 2015 12:29 | CZ-3B      | Y2           | Xichang    | Beidou-3 M1-S Beidou-3 M2-S | Navigationssatelliten | Erfolg    |
| 3   | 1. Feb. 2016 07:29  | CZ-3C      | Y3           | Xichang    | Beidou-3 M3-S               | Navigationssatellit   | Erfolg    |
| 4   | 5. Nov. 2017 11:45  | CZ-3B      | Y4           | Xichang    | Beidou-3 M1 Beidou-3 M2     | Navigationssatelliten | Erfolg    |
| 5   | 11. Jan. 2018 23:18 | CZ-3B      | Y5           | Xichang    | Beidou-3 M7 Beidou-3 M8     | Navigationssatelliten | Erfolg    |
| 6   | 12. Feb. 2018 05:03 | CZ-3B      | Y6           | Xichang    | Beidou-3 M3 Beidou-3 M4     | Navigationssatelliten | Erfolg    |
| 7   | 29. März 2018 17:56 | CZ-3B      | Y7           | Xichang    | Beidou-3 M9 Beidou-3 M10    | Navigationssatelliten | Erfolg    |
| 8   | 29. Juli 2018 01:48 | CZ-3B      | Y8           | Xichang    | Beidou-3 M5 Beidou-3 M6     | Navigationssatelliten | Erfolg    |
| 9   | 24. Aug. 2018 23:52 | CZ-3B      | Y9           | Xichang    | Beidou-3 M11 Beidou-3 M12   | Navigationssatelliten | Erfolg    |
| 10  | 19. Sep. 2018 14:07 | CZ-3B      | Y10          | Xichang    | Beidou-3 M13 Beidou-3 M14   | Navigationssatelliten | Erfolg    |
| 11  | 15. Okt. 2018 04:23 | CZ-3B      | Y11          | Xichang    | Beidou-3 M15 Beidou-3 M16   | Navigationssatelliten | Erfolg    |
| 12  | 18. Nov. 2018 18:00 | CZ-3B      | Y12          | Xichang    | Beidou-3 M17 Beidou-3 M18   | Navigationssatelliten | Erfolg    |
| 13  | 22. Sep. 2019 21:10 | CZ-3B      | Y13          | Xichang    | Beidou-3 M23 Beidou-3 M24   | Navigationssatelliten | Erfolg    |
| 14  | 23. Nov. 2019 00:45 | CZ-3B      | Y14          | Xichang    | Beidou-3 M21 Beidou-3 M22   | Navigationssatelliten | Erfolg    |
| 15  | 16. Dez. 2019 07:22 | CZ-3B      | Y15          | Xichang    | Beidou-3 M19 Beidou-3 M20   | Navigationssatelliten | Erfolg    |
| 16  | 26. Dez. 2023 03:26 | CZ-3B      |              | Xichang    | Beidou-3 M28 Beidou-3 M26   | Navigationssatelliten | Erfolg    |
| 17  | 19. Sep. 2024       | CZ-3B      |              | Xichang    | Beidou-3 M25 Beidou-3 M27   | Navigationssatelliten | Erfolg    |

### Yuanzheng 1A
Die Yuanzheng 1A (chinesisch 遠征一號甲 / 远征一号甲, Pinyin Yuǎnzhēng Yī Hào Jiǎ, kurz YZ-1A) wurde speziell für die mittelschwere Trägerrakete Changzheng 7 entwickelt. Hierbei handelt es sich um eine prinzipiell baugleiche aber verstärkte Version der Yuanzheng 1, mit einer Lebensdauer von mindestens 48 Stunden,
die 20 Mal gezündet werden  und bis zu sieben Satelliten in einer vorprogrammierten Reihenfolge in verschiedenen Umlaufbahnen aussetzen kann. 
Um dies zu erreichen, wurde die Treibstoffzuführung für das YF-50D-Triebwerk auf Pumpenförderung umgestellt, wodurch, während die Kickstufe im Orbit ihr Programm abarbeitet, nach dem Abschalten des Triebwerks immer wieder neuer Treibstoff zugeführt werden kann. Außerdem bekam die Yuanzheng 1A verbesserte Steuerdüsen für die Lageregelung sowie ein System zur präzisen Ausrichtung des Schubvektors des Haupttriebwerks. Auch die Temperaturregelung der Kickstufe wurde verbessert. Nachdem sie ihre Aufgaben erfüllt hat, verlässt die Yuanzheng 1A die Umlaufbahn und tritt in die Atmosphäre ein, wo sie vollständig verglüht, sodass kein Weltraummüll übrigbleibt.
Die Yuanzheng 1 A wurde bis jetzt (Stand Juli 2023) nur einmal eingesetzt, am 25. Juni 2016. Bei dieser Gelegenheit wurde zunächst der Technologieerprobungssatellit Aolong 1 (遨龙一号, deutsch: schlendernder Drache) ausgesetzt, der wiederum aus dem eigentlichen Satelliten mit Greifarm bestand, sowie einem kleinen Satelliten, der ein Stück Weltraummüll darstellte, womit das Einsammeln von mittleren und großen Trümmerstücken geübt werden sollte.
Anschließend wurden der 12U-Cubesat Aoxiang zhi Xing (翱翔之星) der Polytechnischen Universität Nordwestchinas sowie die Formationsflug-Testsatelliten Tiange Feixingqi 1 und 2 (天鸽飞行器一、二号) in verschiedenen Umlaufbahnen ausgesetzt. Danach fungierte die Kickstufe, auf der das experimentelle Satellitenbetankungsgerät Tianyuan 1 (天源一号) der Universität für Wissenschaft und Technik der Landesverteidigung befestigt war,
bei einem Test für das bemannte Raumschiff der neuen Generation als Servicemodul für ein verkleinertes Modell der Rückkehrkapsel.

### Yuanzheng 1S
Die Yuanzheng 1S (chinesisch 遠征一號商業型 / 远征一号商业型, Pinyin Yuǎnzhēng Yī Hào Shāngyè Xíng, deutsch: Fernmarsch 1, kommerzieller Typ, kurz YZ-1S) wurde ursprünglich für kommerzielle Satellitenstarts mit der Trägerrakete Changzheng 2C entwickelt. Sie hat nur eine kurze Lebensdauer von etwa einer Stunde
und zündet sofort, nachdem sie sich von der zweiten Stufe der Trägerrakete getrennt hat. Mit der Kickstufe steigt die maximale Nutzlast der Changzheng 2C für eine sonnensynchrone Umlaufbahn von 700 km Höhe von 1,2 t auf etwa 2 t.
Für den Start zweier Internet-Technologieerprobungssatelliten der Chinesischen Akademie für Weltraumtechnologie am 9. Juli 2023 in eine gut 1100 km hohe, um 86,5° zum Äquator geneigte Polarbahn hatte man den äußeren Übergangsring zwischen Kickstufe und Rakete als gekrümmtes Gitter ausgeführt. Dadurch reduzierte sich das Gewicht dieses Bauteils um 35 %, wodurch sich die Nutzlastkapazität der Rakete weiter erhöhte.
| Nr. | Zeitpunkt (UTC)     | Raketentyp | Seriennummer | Startplatz | Nutzlast                                                                                 | Art der Nutzlast                        | Anmerkung                         |
| --- | ------------------- | ---------- | ------------ | ---------- | ---------------------------------------------------------------------------------------- | --------------------------------------- | --------------------------------- |
| 1   | 9. Okt. 2018 02:43  | CZ-2C      | Y1           | Jiuquan    | Yaogan 32-01A Yaogan 32-01B                                                              | Aufklärungssatelliten                   | Erfolg                            |
| 2   | 24. Aug. 2021 11:15 | CZ-2C      | Y2           | Jiuquan    | RSW 1 (Ronghe Shiyan Weixing-1) RSW 2 (Ronghe Shiyan Weixing-2) Unbekannter Testsatellit | Nationales Netzwerk Kommunikation       | Erfolg                            |
| 3   | 3. Nov. 2021 07:43  | CZ-2C      | Y4           | Jiuquan    | Yaogan 32-02A Yaogan 32-02B                                                              | Aufklärungssatelliten                   | Erfolg                            |
| 4   | 20. Mai 2022 10:30  | CZ-2C      |              | Jiuquan    | Digui Tongxin Shiyan Weixing                                                             | 3× Technologieerprobung (Kommunikation) | Erfolg                            |
| 5   | 9. Juli 2023 11:00  | CZ-2C      |              | Jiuquan    | Weixing Hulianwang Jishu Shiyan Weixing 1 Weixing Hulianwang Jishu Shiyan Weixing 2      | 2× Nationales Netzwerk                  | Erfolg                            |
| 6   | 16. Nov. 2023 03:55 | CZ-2C      |              | Jiuquan    | Haiyang 3A                                                                               | Meeresbeobachtungssatellit              | Erfolg                            |
| 7   | 30. Dez. 2023 00:13 | CZ-2C      |              | Jiuquan    | Weixing Hulianwang Jishu Shiyan Weixing                                                  | 3× Nationales Netzwerk                  | Erfolg                            |
| 8   | 13. März 2024 12:51 | CZ-2C      |              | Xichang    | DRO A und B                                                                              | 2× Mondorbiter                          | Fehlschlag Fehlfunktion der YZ-1S |

### Yuanzheng 2
Die Yuanzheng 2 (chinesisch 遠征二號 / 远征二号, Pinyin Yuǎnzhēng Èr Hào, kurz YZ-2) wurde speziell für die schwere Trägerrakete Changzheng 5 entwickelt. Sie hat einen Durchmesser von 3,8 m, wiegt 1,8 t und besitzt zwei Triebwerke vom Typ YF-50D, die zweimal gezündet werden können und zusammen einen Vakuumschub von 13 kN bzw. einen spezifischen Impuls von 321,2 s erzeugen. Die Lebensdauer der Kickstufe, die bis zu vier Satelliten bzw. Sonden aus einer Transferbahn in niedere, mittlere und hohe Orbits oder eine Umlaufbahn um den Mond befördern kann, beträgt 6,5 bis 7 Stunden.
Während dieser Zeit können die beiden über Pumpen mit Treibstoff aus je zwei kugelförmigen Tanks für Distickstofftetroxid und 1,1-Dimethylhydrazin versorgten Triebwerke für insgesamt 1105 Sekunden (etwa 18,5 Minuten) arbeiten.
Bei ihrem ersten Einsatz am 3. November 2016 hatten die ersten beiden Stufen der Trägerrakete den Experimentalsatelliten Shijian 17 zunächst in eine falsche Transferbahn gebracht. Die Kickstufe konnte dies jedoch kompensieren und hob den Satelliten in den gewünschten geostationären Orbit, sodass die Mission – der Erstflug der Changzheng 5 – als Erfolg verbucht werden konnte.
| Nr. | Datum (UTC)    | Raketentyp | Seriennummer | Startplatz | Nutzlast             | Art der Nutzlast     | Anmerkung |
| --- | -------------- | ---------- | ------------ | ---------- | -------------------- | -------------------- | --------- |
| 1   | 3. Nov. 2016   | CZ-5       |              | Wenchang   | Shijian 17           | Technologieerprobung | Erfolg    |
| 2   | 16. Dez. 2024  | CZ-5B      |              | Wenchang   | Huliangwang Digui 01 | 10× Kommunikation    | Erfolg    |
| 3   | 28. April 2025 | CZ-5B      |              | Wenchang   | Huliangwang Digui 03 | 10× Kommunikation    | Erfolg    |
| 3   | 13. Aug. 2025  | CZ-5B      |              | Wenchang   | Huliangwang Digui 08 | 10× Kommunikation    | Erfolg    |

### Yuanzheng 3
Die Yuanzheng 3 (chinesisch 遠征三號 / 远征三号, Pinyin Yuǎnzhēng Sān Hào, kurz YZ-3) hieß ursprünglich Tianyun 1 (天运一号, deutsch: Himmelstransporter 1), sie wurde ab 2013 von der Shanghaier Akademie für Raumfahrttechnologie für Trägerraketen der von dieser Firma hergestellten Changzheng-4-Serie und Changzheng 2D entwickelt und im November 2014 auf der Internationalen Luft- und Raumfahrtausstellung in Zhuhai erstmals der Öffentlichkeit vorgestellt.
Die Kickstufe ist für eine Einsatzdauer von 48 Stunden konzipiert, kann mindestens 20 mal gezündet werden und bis zu 10 Satelliten in unterschiedlichen Umlaufbahnen aussetzen.
Das Gerät besitzt einen Durchmesser von 2,95 m und ist 2,2 m hoch, die Schubkraft seines mit Distickstofftetroxid und 1,1-Dimethylhydrazin arbeitenden Triebwerks beträgt 5 kN.
| Nr. | Zeitpunkt (UTC)     | Raketentyp | Seriennummer | Startplatz | Nutzlast                 | Art der Nutzlast                               | Anmerkung |
| --- | ------------------- | ---------- | ------------ | ---------- | ------------------------ | ---------------------------------------------- | --------- |
| 1   | 29. Dez. 2018 08:00 | CZ-2D      | Y1           | Jiuquan    | Hongyan-1 Yunhai-2 01-06 | Kommunikationssatellit 6× Meteorologiesatellit | Erfolg    |
| 2   | 23. Nov. 2023 10:00 | CZ-2D      | Y2           | Xichang    | WHJSW 3–5                | 2× TE/Satelliteninternet                       | Erfolg    |
| 3   | 21. März 2024       | CZ-2D      |              | Jiuquan    | GJZ XSX 1–5              | 5× Technologieerprobung                        | Erfolg    |
| 4   | 12. Dez. 2024       | CZ-2D      |              | Jiuquan    | Yunhai-2                 | 6× Meteorologie                                | Erfolg    |